# Mamadou Sarr
Mamadou Sarr (Martigues, 29 agosto 2005) è un calciatore francese, difensore dello Strasburgo, in prestito dal Chelsea.

## Carriera

### Club
Sarr è cresciuto nel settore giovanile dell'Olympique Lione ed ha debuttato in prima squadra il 27 maggio 2023 nell'incontro di Ligue 1 vinto 3-0 contro lo Stade Reims. Il 29 agosto seguente ha prolungato il contratto fino al 2027 ed il 18 gennaio 2024 è passato in prestito nella prima divisione belga al RWDM47 fino al termine della stagione.
Il 22 agosto 2024 è stato ceduto a titolo definitivo allo Strasburgo, altro club della prima divisione francese.
Il 9 giugno 2025 firma un contratto di otto anni con il Chelsea, con decorrenza dal 1° luglio seguente.

### Nazionale
Ha giocato nella nazionale francese Under-17, Under-18 ed Under-21.

## Statistiche

### Presenze e reti nei club
Statistiche aggiornate al 2 giugno 2025.
| Stagione                 | Squadra                  | Campionato               | Campionato | Campionato | Coppe nazionali | Coppe nazionali | Coppe nazionali | Coppe continentali | Coppe continentali | Coppe continentali | Altre coppe | Altre coppe | Altre coppe | Totale | Totale | Totale |
| Stagione                 | Squadra                  | Comp                     | Pres       | Reti       | Comp            | Pres            | Reti            | Comp               | Pres               | Reti               | Comp        | Pres        | Reti        | Pres   | Reti   |        |
| ------------------------ | ------------------------ | ------------------------ | ---------- | ---------- | --------------- | --------------- | --------------- | ------------------ | ------------------ | ------------------ | ----------- | ----------- | ----------- | ------ | ------ | ------ |
| 2022-2023                | Olympique Lione 2        | N2                       | 18         | 0          | -               | -               | -               | -                  | -                  | -                  | -           | -           | -           | 18     | 0      |        |
| 2023-gen. 2024           | Olympique Lione 2        | N3                       | 4          | 1          | -               | -               | -               | -                  | -                  | -                  | -           | -           | -           | 4      | 1      |        |
| Totale Olympique Lione 2 | Totale Olympique Lione 2 | Totale Olympique Lione 2 | 22         | 1          |                 | -               | -               |                    | -                  | -                  |             | -           | -           | 22     | 1      |        |
| 2022-2023                | Olympique Lione          | L1                       | 1          | 0          | CF              | 0               | 0               | -                  | -                  | -                  | -           | -           | -           | 1      | 0      |        |
| 2023-gen. 2024           | Olympique Lione          | L1                       | 1          | 0          | CF              | 1               | 0               | -                  | -                  | -                  | -           | -           | -           | 2      | 0      |        |
| Totale Olympique Lione   | Totale Olympique Lione   | Totale Olympique Lione   | 2          | 0          |                 | 1               | 0               |                    | -                  | -                  |             | -           | -           | 3      | 0      |        |
| gen.-giu. 2024           | RWDM47                   | D1                       | 10         | 0          | CB              | -               | -               | -                  | -                  | -                  | -           | -           | -           | 10     | 0      |        |
| 2024-2025                | Strasburgo 2             | N3                       | 1          | 0          | -               | -               | -               | -                  | -                  | -                  | -           | -           | -           | 1      | 0      |        |
| 2024-2025                | Strasburgo               | L1                       | 27         | 0          | CF              | 1               | 0               | -                  | -                  | -                  | -           | -           | -           | 28     | 0      |        |
| giu.-lug. 2025           | Chelsea                  | PL                       | -          | -          | FACup+CdL       | -               | -               | UECL               | -                  | -                  | CmC         | 1           | 0           | 1      | 0      |        |
| 2025-2026                | Strasburgo               | L1                       | -          | -          | CF              | -               | -               | UECL               | -                  | -                  | -           | -           | -           | -      | -      |        |
| Totale Strasburgo        | Totale Strasburgo        | Totale Strasburgo        | 27         | 0          |                 | 1               | 0               |                    | -                  | -                  |             | -           | -           | 28     | 0      |        |
| Totale carriera          | Totale carriera          | Totale carriera          | 62         | 1          |                 | 2               | 0               |                    | -                  | -                  |             | 1           | 0           | 65     | 1      |        |

## Palmarès
- Coppa del mondo per club: 1

Chelsea: 2025